# شاکیل احمد (بازیکن فوتبال، زاده ۱۹۸۸)
شاکیل احمد (انگلیسی: Shakil Ahmed؛ زادهٔ ۷ ژانویهٔ ۱۹۸۸) بازیکن فوتبال اهل بنگلادش است.
از باشگاه‌هایی که در آن بازی کرده است می‌توان به باشگاه فوتبال شیخ راسل اشاره کرد.
وی همچنین در تیم ملی فوتبال بنگلادش بازی کرده است.
وی در مسابقات کشوری و بین‌المللی در مجموع برندهٔ ۱ مدال طلا شده است.